# 卫星平台

以通訊衛星為例，由姿態與電力系統的平台與專用載荷模塊組成

卫星平台（总线）（satellite bus），航天器平台（总线）（spacecraft bus，space bus）或太空巴士是生產型衛星（航天器）的基礎通用模塊。卫星平台是航天器的基礎結構，用於為載荷（一般為太空實驗或設備）提供安放位置。
它们通常用于地球同步轨道卫星，特别是通讯卫星上，但也用于占用低轨道的航天器，偶尔还用于低地球轨道任务。
總線（平台）衍生型衛星與一次性專用生產型衛星（如 Prospero X-3）不同。平台衍生型衛星經常根據客戶的要求定制化，如安上專用的傳感器或轉發器，以達成專門的任務。

## 举例
以下列举了一些較著名的衛星平台：
- 東方紅三號
- 東方紅四號
- Astrium's Eurostar
- Spacebus
- Boeing 702
- STAR Bus
- Loral 1300
- Lockheed Martin Space Systems A2100

## 組件
卫星平台一般由以下子系統構成：
- 命令及數據處理(C&DH)系統
- 通訊系統和天線系統
- 電力系統 (EPS)
- 推進系統
- 熱控系統
- 姿態控制系統 (ACS)
- 導航控制 (GNC)系統
- 結構與支撐
- 生命保障系统 (為載人航天)任務使用。